# Республіканська виборча комісія Сербії
Республіканська виборча комісія (серб. Republička izborna komisija, серб. кир.: Републичка изборна комисија) — державний орган, що, згідно з Конституцією Сербії, відповідає, нарівні з виборчими комітетами, за проведення виборів народних депутатів Народних зборів Сербії, виборів Президента Сербії, прямих виборів членів національних рад нацменшин та республіканських референдумів. 
Складається з голови, членів і секретаря, які мають заступників. Голова та члени комісії призначаються Народними зборами Сербії на чотирирічний строк за пропозицією парламентських груп у Народних зборах, а секретар Комісії призначається Народними Зборами з числа професійних працівників своєї служби та бере участь у роботі комісії без права ухвалення рішень. Також у роботі комісії без права ухвалення рішень бере участь представник республіканської організації з питань статистики.